# Falkenbach
Falkenbach — німецько-ісландський метал-проєкт, представник стилю вікінг-метал.

## Історія
Гурт направду уособлює сольну творчість Маркуса Тюммерса (Vratyas Vakyas), людину з не зовсім звичайною долею. За походженням німець, більшу частину свого життя він прожив у Ісландії. Потім переїхав у Німеччину, зараз живе у Дюссельдорфі, де відкрив власну студію звукозапису Skaldik Art, котра спеціалізується на підтримці молодих язичницьких і фолк-метал гуртів.
Ісландія — країна, що найбільше зберегла давню північну культуру серед всіх скандинавських країн. Саме з германського і скандинавського фольклору черпає своє натхнення Вратьяс. Як говорить він сам, «лірика гурту заснована на Ásatrú — вірі в Асів, і Vatan — заснованої на Ásatrú суміші науки, мистецтва  і філософії. Вікінгська тематика є лише зовнішньою стороною — лірика наповнена метафорами, і щоб зрозуміти їх, необхідні роздуми».
Ще наприкінці 80-х Вратьяс став писати вірші на фольклорну тематику і виконувати їх у більш традиційному фолк-стилі — під акустичну гітару і з чистим вокалом. «Згадуючи цей час, я думаю, що шукав шлях якогось нового жертвоприношення Богам і Богиням… не кров, а моє серце і душу, мої емоції, висловлені у мистецтві, жертвував я ним. Так що, напевне, це не пора вікінгів само по собі надихнуло мене, а Боги і Богині, котрі правили у давні часи Мідгардом, і будуть правити вічно!». Однак з часом звук став тяжчим, і вокал став наполовину блековим. Уже перший альбом набув фірмового стилю — холодна епічна музика з текстами на еддичні теми — котрий тільки вдосконалився на другому альбомі. Потім настала довга перерва і відносно недавно вийшло два нових альбоми, котрі стали менш «ударними» і більш мелодичним, у тому числі і з майже чисто акустичними композиціями. Блековий вокал майже зник.
Гурт часто порівнюють з Bathory, чому сприяє і моносклад, але Вратьяс це спростовує.

## Дискографія
Альбоми
- …En Their Medh Riki Fara… (1996)
- …Magni Blandinn Ok Megintiri… (1998)
- Ok Nefna Tysvar Ty (2003)
- Heralding — The Fireblade (2005)
- Tíurída (2011)
- Asa (2013)

Демо записи
- Havamal (1989)
- Laeknishendr (1995)
- Promo '95 (1995)
- Skinn Af Sverði Söl Valtiva… (1996)
- Asynja (1995)